# Đại bàng bạc Mỹ
Đại bàng bạc Mỹ (tiếng Anh: American Silver Eagle) là đồng xu bạc thỏi chính thức của Hoa Kỳ.
Nó được phát hành lần đầu tiên bởi Cục đúc tiền kim loại Hoa Kỳ vào ngày 24/11/1986. Nó chỉ được đúc với trọng lượng tương đương với 1 ounce bạc, có mệnh giá danh nghĩa là 1 dollar và được đảm bảo chứa một troy ounce bạc nguyên chất 99,9%. Ngoài xu bạc, Cục đúc tiền kim loại Hoa Kỳ còn có phiên bảng bằng vàng. Silver Eagle đã được sản xuất tại 3 cơ sở: Philadelphia Mint, San Francisco Mint và West Point Mint. Đồng "Đại bàng bạc Mỹ" được sử dụng để sưu tầm hoặc dự trữ.